# سیناایچی، ناگانو
سیناایچی، ناگانو (به لاتین: Seinaiji) یک منطقهٔ مسکونی در ژاپن است که در ناحیه چوبو واقع شده‌است. سیناایچی ۷۴۸ نفر جمعیت دارد.